# Linden-Grundschule
Die Linden-Grundschule (bis 2022 Walther-Rathenau-Grundschule) ist eine sechsklassige Grundschule in der Stadt Senftenberg mit Außenstelle im Ortsteil Hosena im Landkreis Oberspreewald-Lausitz in Brandenburg. Das Unterrichtsgebäude steht unter Denkmalschutz. Die Neue Bühne Senftenberg ist Teil des Gebäudekomplexes.

## Geschichte
Im Februar 1931 beschloss der Magistrat der Stadt Senftenberg einen Neubau des städtischen Gymnasiums und führte zu diesem Zweck einen Architektenwettbewerb durch. Am 31. März 1931 wurde eine Baugenehmigung für den Entwurf des Architekten Bruno Taut erteilt. Am 20. April 1932 wurde das Gymnasium als „Walther-Rathenau-Schule“ eingeweiht, im ersten Schuljahr wurden dort 284 Schüler des städtischen Reformrealgymnasiums und 174 Schüler des Lyzeums Großräschen unterrichtet. Nach der Machtergreifung durch die Nationalsozialisten wurde die Schule nach dem letzten Reichspräsidenten Paul von Hindenburg in „Hindenburg-Gymnasium“ umbenannt. Während des Zweiten Weltkriegs wurde das Schulgebäude zu einem Lazarett umfunktioniert.
Nach Kriegsende wurde das Lazarett geräumt, und die Schäden am Gebäude wurden notdürftig repariert. Am 1. Oktober 1945 wurde wieder mit dem Unterricht begonnen. Mit dem Beginn des Schuljahrs 1958/1959 wurde die Schule zur Zweiten Polytechnischen Oberschule umgewandelt, seit 1972 trug diese Schule den Namen des Politikers Hans Beimler. Seit der Wiedervereinigung und dem ersten Schulreformgesetz des Landes Brandenburg von 1991 wird das Gebäude von der 1. Grundschule Senftenberg genutzt. Im April 2002 wurde die Schule in „Walther-Rathenau-Grundschule“ umbenannt.
Anfang 2021 schloss sich die Walther-Rathenau-Grundschule mit der Linden-Grundschule im Ortsteil Hosena zusammen. Die Walther-Rathenau-Grundschule übernahm daraufhin nach einem Ratsbeschluss den Namen der Linden-Grundschule.

## Architektur
Das Schulgebäude ist ein drei- beziehungsweise viergeschossiger, mit gelben Klinkern verblendeter Mauerwerksbau mit Flachdach auf einem L-förmigen Grundriss im Stil des Neuen Bauens. Die Klinker der Fassade wurden in der Ziegelei der Ilse Bergbau AG in Bückgen gebrannt. Die in Zweier- bis Vierergruppen angeordneten rechteckigen Fenster sind durch dunklere Klinkerrahmungen hervorgehoben. Ein Teil der ehemaligen Turnhalle wurde 1946 zum Stadttheater Senftenberg umgebaut und verputzt. In den Jahren 2008 und 2009 wurden die Innenräume der Schule dem ursprünglichen Bauzustand entsprechend restauriert.